# 中国人民解放军海军旅顺基地
中国人民解放军海军旅顺基地，机关驻地辽宁省大连市旅顺口区，是中国人民解放军北部战区海军的基地。

## 成立背景
旅顺港始建于19世纪中后期。当时清政府经勘查比较，最终决定在旅顺兴建船坞、码头、炮台、铁路、电报局等军事设施，作为新建的北洋水师的基地。1880年10月工程开工，1890年11月竣工，历时10年，耗白银430多万两。
中日甲午战争后，旅顺成了日本殖民地。经过三国干涉还辽，1895年12月25日，在清政府支付3000万两白银“赎辽费”后，日军才撤出旅顺以及辽东半岛。1897年，俄国强租旅顺口，租期25年。日俄战争之后的1905年，日本逼迫俄国交出了旅大地区的“租地权”。自此日本再度占领旅顺。1945年8月，第二次世界大战日本宣布无条件投降后，苏联海军太平洋舰队进驻旅顺港，接管了日军占领的海军基地。中国国民政府签约承认了该事实。自此，旅顺港及周边地区（今大连市南部）由苏联占领。
1949年夏，中华人民共和国的成立尚在筹备期间，中共中央书记处书记刘少奇奉命秘密访问苏联。在苏联期间，刘少奇同斯大林等苏联主要领导人就旅顺问题多次交谈。当时苏共中央内部决定，一旦对日和约签订，美国自日本撤军，苏联也会从旅顺撤军。归国后，刘少奇向中共中央书记处汇报了斯大林和苏联政府的态度，毛泽东感到欣慰。
中华人民共和国成立后，1949年12月，毛泽东率中国政府代表团访问苏联。从12月16日毛泽东抵达莫斯科直到谈判结束，旅顺问题始终是中苏双方会谈及私下交谈的重点话题。1950年2月14日，周恩来、维辛斯基分别代表本国政府在克里姆林宫签署了《中苏友好同盟互助条约》和《关于中国长春铁路、旅顺口及大连的协定》。
《关于中国长春铁路、旅顺口及大连的协定》中规定：“缔约国双方同意一俟对日和约缔结后，但不迟于1952年末，苏联军队即自共同使用的旅顺口海军根据地撤退，并将该地区的设备移交中华人民共和国政府，而由中华人民共和国政府偿付苏联自1945年起对上述设备之恢复与建设的费用。”该协定是历史上关于旅顺问题的若干条约中第一个也是唯一一个中国收回土地、收回主权的正式文件。毛泽东回国后，在全国政协常委会和中共七届三中全会等场合多次谈到该协定签署的意义。
朝鲜战争爆发后，鉴于抗美援朝战争不可能短期内结束，而协定规定的苏联从旅顺撤军的最后期限1952年末即将到来，1952年8月周恩来率中国政府代表团再度访问苏联。中苏双方签署了《关于延长共同使用中国旅顺口海军基地期限的换文》，其中称，为支持配合抗美援朝战争，制止和打击帝国主义的侵略阴谋，双方同意延长两国共同使用旅顺海军基地的期限，苏联军队撤离旅顺的时间另行议定。

## 历史沿革

### 接收旅顺军港
1954年9月底，苏共中央第一书记赫鲁晓夫率苏联政府代表团到达北京。在参加了中华人民共和国成立五周年庆祝活动后，双方领导人就中苏两国关系、国际形势、旅顺撤军问题举行会谈。当毛泽东提到旅顺问题时，赫鲁晓夫表态：“中国作为一个独立的主权国家不应驻有外国的军队。我们的军队1952年没有依约从旅顺撤走，是应中国的要求。现在形势变了，要研究撤军问题。”赫鲁晓夫还表示，除了新安装的海岸炮群之外，愿将旅顺、大连的一切设施全部无偿移交给中国。经周恩来率有关人员同苏联代表团具体谈判，1954年10月12日在中南海颐年堂签署了《关于中苏会谈的公报》和《关于旅顺口海军根据地问题的联合公报》。毛泽东、刘少奇、朱德、周恩来等中国党和国家领导人与赫鲁晓夫率领的苏联政府代表团全体成员出席了签字仪式。《联合公报》称：“双方议定苏联军队自共同使用的旅顺海军根据地撤退，并将该地区的设备无偿地移交中华人民共和国政府。”“苏联军队的撤退和旅顺口海军根据地地区的设备移交中华人民共和国政府，应于1955年5月31日前完成。”《联合公报》发表后，中国各民主党派、社会各界均十分高兴。国务院、中央军委随即召开会议，研究部署接收苏军防务暨驻旅海军部队组建事宜。
1955年元旦刚过，中苏联合军事委员会便依约成立，中苏双方各派一个代表团协商处理防务交接事宜。苏方主席是驻大连苏军司令官别洛博罗多夫上将，中方主席是中华人民共和国国防部副部长、海军司令员萧劲光。同时还成立了以萧劲光和中国人民解放军副总参谋长邓华为负责人的旅大防区接收委员会总会。总会下设陆、海、空三个分会。海军旅顺基地的交接是防务交接的重点，故特别加强了海军分会的力量，以海军参谋长周希汉任主任委员，段德彰、罗华生、彭林、邵震、宋景华等人为副主任委员，负责苏联海军装备接收及中国海军基地组建事宜。同时，按照中央军委指示，在有关部队开始对官兵开展“学习好、接收好、团结好”，并且将选定的接防部队从中国各地调往旅顺。国务院总理兼外交部长周恩来是接收工作总指挥。2月17日，周恩来主持国务院全体人员会议，讨论研究《慰问和欢送驻旅顺口地区苏军工作计划》以及对接防部队开展教育等事宜。
按计划，在苏联建军节到来前夕，国务院派出以副总理兼国防部长彭德怀为团长，宋庆龄、贺龙、郭沫若、聂荣臻等为副团长的慰问团来旅顺慰问驻旅顺口地区苏军。在慰问大会上，慰问团首席副团长、全国人大常委会副委员长宋庆龄发表讲话。驻旅苏联海军司令库德良夫切夫少将致答词。会前会后，大家拥抱并互致问候。
1955年2月底，中苏两国部队装备交接工作全面展开。一个多月以来先后调到旅顺的中国人民解放军官兵已达1万余人。其中仅少数骨干来自华东军区海军、中南军区海军和海军青岛基地，大部分是沈阳、天津等地来的铁道公安部队及陆军部队。为尽快熟悉装备及海军技术，各编队的领导依照毛泽东“要把苏军的一切先进经验学到手”的指示，以“兵对兵、将对将”、接收什么学什么的原则，拜苏军官兵为师。
1955年3月中旬起，中苏海军各级主管干部开始依照规定交接装备。按照规定，中方接收的装备分为有偿、无偿两部分。有偿接收的包括：小型鱼雷艇、护卫艇、辅助船共66艘；水鱼雷轰炸机、教练机等78架；海岸炮54门、高射炮122门，弹药、鱼雷等其他物资，共支付2.7亿卢布。无偿接收的包括：布雷舰1艘，护卫舰、护卫艇各2艘，码头、阵地、营房等设施及器材。在中方各中队、大队（即营、团）官兵对口学习、交接的基础上，以编队为单位举办交接仪式。

### 正式组建
1955年4月上旬，海军基地各部队装备交接工作大致完成。中苏联合军事委员会决定，4月15日举行签字仪式并欢送苏联海军回苏联。4月15日，中苏两国海军防务交接签字仪式在旅顺基地“水兵俱乐部”前的大操场举行。中国海军接收分会负责人罗华生、苏联海军旅顺基地司令库德良夫切夫分别代表本国在《辽东半岛协议地区海军防务交接证书》上签字。《交接证书》称：“苏联海军已将辽东半岛协议地区之海军防务移交中国人民解放军海军，并自1955年4月15日24时0分起，由中国人民解放军海军旅顺基地首长负责该地区沿岸之防务。”随后，军乐队奏苏联国歌、中华人民共和国国歌，苏联国旗降下，中华人民共和国国旗五星红旗升起。同日，国务院电令，授予中国人民解放军接收旅顺防务部队番号为“中国人民解放军海军旅顺基地”，编入中国人民解放军海军序列。1955年5月3日，国务院颁发命令，任命接收分会负责人罗华生、彭林分别为海军旅顺基地司令员、政治委员。
1955年5月14日，国防部电令，正式授予旅顺基地番号为“中国人民解放军海军旅顺基地”，归中国人民解放军海军建制领导。司令员罗华生、政治委员彭林。6月1日，海军颁发《旅顺基地直属机关编制表》，旅顺基地下设司令部、政治部、干部部、后勤部、海岸防御司令部、防空兵处、舰船修理处、工程处、军械处、财务处、军法处、直属政治部；基地直辖单位包括：旅顺水警区（下辖海岸基地、护卫舰大队、护卫艇大队），海军第16快艇支队（下辖2个快艇大队）等。另外航空兵第5师归海军航空兵部建制领导。

### 成立至今

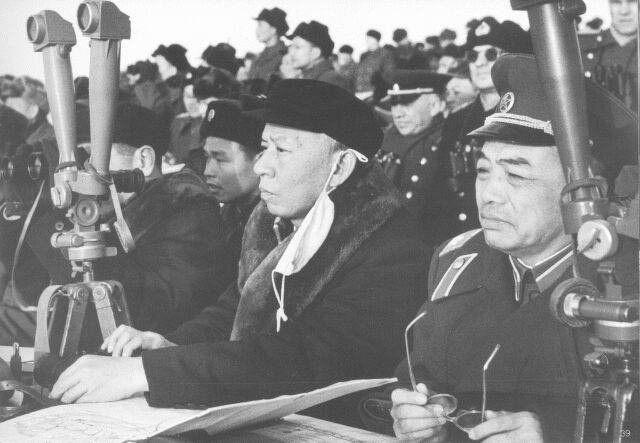
辽东半岛军事大演习中，观摩演习的刘少奇和彭德怀。

1955年夏，新组建的海军旅顺基地官兵开展了大练兵运动。同年11月，中国人民解放军在旅大地区开展了陆、海、空三军联合作战演习，史称辽东半岛军事大演习。这是中华人民共和国首次组织三军联合演习，演习由中国人民解放军总参谋部组织，叶剑英任总导演，中国人民解放军总参谋长粟裕及有关方面领导陈赓、邓华、甘泗淇、萧克任副总导演。总导演部下设有陆、海、空三个导演部。参加演习的三军部队兵力3.8万人。全军各部队800多名高中级干部来到旅顺，随演习部队作业见学。演习课题是在使用原子武器、化学武器条件下，诸兵种协同抗登陆作战。参演海军部队由萧劲光、周希汉指挥。海军旅顺基地司令员罗华生、副司令员邵震、副政委宋景华等首长及司令部、政治部、后勤部机关业务部门主要干部均参加演习。海军旅顺基地主力部队包括鱼雷快艇22艘、护卫舰2艘、护卫艇9艘、布雷舰1艘，海岸炮、铁道炮、高射炮部队合计22个连和1个探照灯连等参加了作战演习。此外海军旅顺基地还派出潜水工作船及其他辅助船，承担演习部队后勤保障任务。演习期间，中国党和国家领导人刘少奇、周恩来、朱德、邓小平、彭德怀、刘伯承、贺龙、聂荣臻、徐向前等亲临现场观看并检阅了部队。在视查“鞍山”舰及402潜艇时，刘少奇、邓小平应官兵请求，先后两次联名题词：“同志们，共同努力，为建设一支强大的海军而奋斗!”“按照毛主席的指示，一定要建立强大的海军。”
1960年8月，海军旅顺基地改属北海舰队建制。2003年12月编制体制调整，海军旅顺基地更名为中国人民解放军海军旅顺保障基地。2012年1月12日，海军旅顺保障基地整编为中国人民解放军海军旅顺基地（中国人民解放军92538部队）。
1955年5月19日，根据国防部5月6日电令，海军命令海军旅顺基地下属新建的水警区番号称为“中国人民解放军海军旅顺水警区”。1968年1月，旅顺水警区和威海水警区对调防务。1985年10月，旅顺水警区合并到快艇第六支队，其番号撤销。

## 历任领导
| 司令员 1. 罗华生少将（1955年5月—1956年7月） 2. 刘昌毅中将（1956年—1958年） 3. 刘华清少将（1958年8月—1961年8月，北海舰队副司令员兼） 4. 马忠全少将（1962年—1969年，北海舰队副司令员兼） 5. 孙亮平（1969年3月—1975年11月） 6. 张震春（1975年11月—1979年3月） 7. 刘佐（1979年3月—1983年8月） 8. 张连忠（1983年8月—1985年7月） 9. 赵国臣海军少将（1985年8月—1990年6月） 10. 何志武海军少将（1990年7月—1995年7月） 11. 宋长德海军少将（1995年7月—2000年8月） 12. 张志新（2000年8月—2003年12月） 13. 田中海军少将（2003年12月—2007年7月） 14. 沈金龙海军大校（2008年12月—2010年9月） 15. 魏刚海军少将（2010年9月—2013年） 16. 刘子柱海军少将（2015年—） | 政治委员 1. 彭林中将（1955年5月—1960年8月） 2. 宋景华少将（1960年7月—1967年8月） 3. 冯尚贤（1969年3月—1971年11月） 4. 邓楚白（1975年11月—1978年5月） 5. 刘友法（1978年11月—1982年8月） 6. 连耀廷（1983年8月—1988年7月） 7. 倪世昌海军少将（？—？） 8. 岳海岩海军少将（？—1991年8月） 9. 李春山海军少将（1991年8月—2001年12月） 10. 何春喜海军少将（2001年12月—2004年） 11. 曲承明海军少将（2004年—2007年） 12. 丁海春海军少将（2007年9月—2009年12月） 13. 马玉广海军少将（2009年—2013年） 14. 于庆利海军少将（2013年—2016年） 15. 汪光鑫海军少将（2016年—） |

## 附：原大连水警区
1958年12月29日，海军命令，以原海军巡逻艇第二大队为基础，抽调旅顺基地部分人员组建为海军大连水警区。归属旅顺基地建制。1964年2月10日，海军大连水警区迁驻海洋岛后，番号改为海军海洋岛水警区。同时撤消海洋岛巡防区（5月15日整编完毕）。1985年10月，撤消海军海洋岛水警区，重新组建为海军大连水警区。归属旅顺基地建制。2014年撤销编制。
| 司令员 …… - 安立平海军大校（？—2014年） | 政治委员 …… - 李昕明海军大校（？—2014年） |